# 数据处理
数据处理通常是指“收集和操作数据项以产生有意义的信息。”
英语中数据处理“Data Processing (DP)”一词也指组织中负责操作数据处理应用程序的部门。 

## 数据处理功能
数据处理可能涉及不同的过程，包括：
- 验证 – 确保提供的数据正确且相关，並确保輸入的数据與数据來源一致。
- 排序 – “按某些顺序，以不同的集合排列数据项”。
- 汇总 – 从具体数据中提取要点。
- 聚合 – 合并多块数据。
- 分析 – “对数据的收集，组织，分析，解释和表达”。
- 报告 – 列出详细信息，摘要数据或计算得到的信息。
- 分类 – 将数据按数据的特徵分为各种类别。

## 历史
美国普查局的历史说明了数据处理方式从手动到电子程序的演变。

### 手动数据处理
尽管英语中术语“数据处理”的广泛使用仅始于20世纪50年代， 但是数据处理工作已由人类手动执行了数千年。例如，记账涉及诸如过帐交易和制作资产负债表和现金流量表等。随着机械计算器和电子计算器的出现，工作效率得以提升。一个从事手动或用计算器计算工作的人称为“计算员”。
1850年到1880年，美国人口普查局采用了“计数系统，由于所需分类的组合数量增加，这个系统变得越来越复杂。一次计数只能记录有限数量的组合，因此必须处理五六遍表格。” “1880年人口普查的结果用了7年的时间才发布” 。

### 自动数据处理
1890年美国人口普查中使用了赫尔曼·何乐礼打孔卡设备。 “人口普查局使用何乐礼的打孔卡设备，可以在两三年内完成1890年人口普查数据的大部分制表工作，作为对比，1880年人口普查则花了七八年。据估计，使用何乐礼的系统节省了约500万美元的处理成本“ （以1890年的美元计算)，即便1890年的调查问题数量是1880年的两倍。

### 电子数据处理
使用计算机进行数据处理代表了后来的发展。1950年美国人口普查中，人口普查局开始有限度地使用电子计算机：1951年交付UNIVAC I系统 。

## 应用领域

### 商业数据处理
商业数据处理涉及大量输入输出数据，计算操作则相对较少。例如，一家保险公司需要保存大量保单记录，打印并邮寄账单，以及接收付款和过帐。